# Diana Álvarez-Calderón
Diana Álvarez-Calderón Gallo (Lima, 5 de noviembre de 1952) es una abogada y política peruana. Fue ministra de Cultura entre el 24 de julio de 2013 y el 28 de julio de 2016, durante el gobierno de Ollanta Humala.

## Biografía
Nació en la ciudad de Lima en 1952. Es hija de Arturo Álvarez-Calderón Wells y de Carmen Gallo Ferreyros. Por su familia materna, es nieta del exalcalde de Lima Luis Gallo Porras.
Estudió en el Colegio Villa María de la Ciudad de Lima. Ingresó a la Pontificia Universidad Católica del Perú, en donde se graduó como abogada. Posteriormente realizó una maestría en Centrum Católica-Universidad Tulane.
En el año 2001, postuló en las elecciones parlamentarias para el Congreso de la República por el Frente Independiente Moralizador, liderado por Fernando Olivera, sin embargo, no resultó elegida.
Fue asesora del despacho del ministro de Justicia Fernando Olivera (2001-2002). Asimismo, fue secretaria general del Ministerio de Justicia (2003-2006) y miembro de la comisión organizadora de la Cumbre de Ministros de Justicia de Iberoamérica. 
Además, ha sido jefa de Desarrollo Humano de la Defensoría del Pueblo (2006-2012) y asesora de la Municipalidad del distrito de Miraflores.
Fue parte de la junta directiva del Instituto del Ciudadano y ha sido miembro del directorio de la ONG Desarrollo en Democracia.
En julio de 2020 fue designada secretaria general de la Presidencia del Consejo de Ministros por el presidente Martín Vizcarra.

## Ministra de cultura
El 24 de junio del 2013, el presidente Ollanta Humala la designó como ministra de Cultura en reemplazo de Luis Peirano Falconí. Diana Álvarez Calderón juramentó el cargo en una ceremonia realizada en el Salón Dorado de Palacio de Gobierno junto a dos ministras más, como parte de los cambios en el gabinete presidido por Juan Jiménez Mayor.
Durante su gestión se impulsó la remodelación y creación de Museos en el país. Entre estros, se construyó el Museo de Sitio de Pachacamac, el Museo de Sitio Julio C Tello en Paracas, el Museo de Túcume  y se realizó la convocatoria para la construcción del Museo Nacional de Arqueología. 
Durante su gestión, el Ministerio de Cultura ingresó al programa de obras por impuestos, con lo cual se buscó la preservación y puesta en valor del patrimonio cultural. 
En 2015, el gobierno de Humala pidió facultades para legislar en materia administrativa, económica y financiera. En este contexto, el Ministerio de Cultura junto al Ministerio de Comercio Exterior y Turismo impulsaron el Decreto Legislativo 1198, el cual modifica la Ley de Patrimonio Cultural y establece los Convenios de Gestión Cultural; es decir que el Ministerio puede otorgar los bienes inmuebles considerados patrimonio a organizaciones públicas o privadas para la gestión cultural, siempre y cuando estos busquen la preservación, investigación, restauración, exhibición, difusión y/o puesta en valor. El decreto fue publicado en septiembre de 2015.
Sin embargo, el Congreso de la República derogó el decreto a fines de octubre de 2015.
Álvarez Calderón permaneció en el cargo hasta el final del gobierno en julio de 2016.

## Reconocimientos
- Orden El Sol del Perú
- Cruz de Castilla del Instituto Ramón Castilla
- La Medalla de Honor “Virgen de la Candelaria” - Provincia de Puno
- Distinción del Gobierno Regional de La Libertad